# Schuleinschreibung
Als Schuleinschreibung wird die Anmeldung des Kindes in der jeweiligen Schule bezeichnet.
Da in Deutschland die Kultushoheit bei den Ländern liegt, gibt es Unterschiede in den einzelnen Bundesländern.
In Teilen von Deutschland wird die Anmeldung an Schulen Einschreibung genannt und ist nur an Schulen in der Region des Wohnortes möglich. Je nach Schulart kann dies eine unterschiedliche Entfernung sein, grundsätzlich gilt: Je niedriger die besuchte Schulart (zum Beispiel Grund- oder Hauptschule; Primarbereich), desto näher liegt der Schul- am Wohnort, je höher sie ist (Gymnasium; Sekundarbereich), desto weiter können die Entfernungen sein. Eine Ausnahme bildet beispielsweise der Besuch einer Privatschule.

## Baden-Württemberg
In Baden-Württemberg bestehen Schulbezirke nur für die Grundschule, für die Berufsschule und für sonderpädagogische Bildungs- und Beratungszentren. Bei allen anderen Schularten können sich die Eltern frei für eine Schule entscheiden, sofern die persönlichen Voraussetzungen gegeben sind und die Schule genügend Kapazität hat. Allerdings werden die Fahrtkostenzuschüsse nur auf Basis der Kosten für den Besuch der nächstgelegenen geeigneten Schule erstattet.
In jüngster Zeit gibt es Bestrebungen, auch für die Grund- und Hauptschule die Schulbezirke aufzuheben, damit die Eltern die Auswahl zwischen verschiedenen Profilen nutzen können.
Am Ende der Grundschulzeit entscheidet die Bildungsempfehlung der Grundschule bzw. eine Aufnahmeprüfung über die weiteren Schulmöglichkeiten. Ein Übergang zwischen den Schularten ist auch während der folgenden Jahre bei Vorliegen bestimmter Voraussetzungen (Bildungsempfehlung bzw. Notendurchschnitt) möglich.

## Schuleinschreibung in der Grundschule
Die Eltern melden ihr Kind zu einem vorgeschriebenen Termin in der Grundschule an. Vor Schulanmeldung ist auch eine Stellungnahme des Gesundheitsamtes über Vorliegen der Schulreife notwendig.

## Schuleinschreibung am Gymnasium und Realschule
Die Voraussetzungen über den Besuch dieser Schularten unterscheiden sich von Bundesland zu Bundesland ebenso wie die Eintrittsklasse.

## Schuleinschreibung in der Hauptschule
Für die Hauptschule sind keine besonderen Voraussetzungen nötig.